# Сенников, Александр Николаевич
Александр Николаевич Сенников (род. 15 января 1972) — российский ботаник, кандидат биологических наук, куратор коллекций апомиктических цветковых растений Ботанического музея Хельсинкского университета.

## Биография
Родился 15 января 1972 года в городе Шарья Костромской области.
С 1989 года учился на биолого-почвенном факультете Ленинградского государственного университета, в 1995 году окончил кафедру ботаники со степенью магистра.
В 2002 году защитил диссертацию кандидата биологических наук по теме «Роды Hieracium L. и Pilosella Hill во флоре Северо-Запада европейской части России» под руководством профессора Николай Николаевича Цвелёва в Ботаническом институте имени В. Л. Комарова.
До 2006 года — старший научный сотрудник гербария Ботанического института РАН, с 2006 года — куратор Ботанического музея Финского музея естественной истории Хельсинкского университета, где руководит коллекциями апомиктических цветковых растений.
Ведущий специалист по систематике сложнейшей в таксономическом отношении группы цветковых растений родов Hieracium и Pilosella, среди которой широко распространён апомиксис. Участвовал в обработке этой группы для изданий «Флора Восточной Европы», «Конспект флоры Кавказа», «Растения Центральной Азии», «Панарктическая флора», Retkeilykasvio, Flora of Pakistan. Автор ряда работ по ситематике рода Cotoneaster и других розоцветных, а также по флоре Северной Европы, Киргизии, Узбекистана и Вьетнама.
Член Московского общества испытателей природы (1998), Русского ботанического общества (2003), Международной ассоциации по таксономии растений (1998), Общества по финской флоре и фауне (2009). Член номенклатурного комитета Международной ассоциации по таксономии растений. Секретарь проекта «Атласа флоры Европы» по картированию.
Член редакционных коллегий журналов Nordic Journal of Botany, Phytokeys, Phytotaxa.
| Фотография | Название                                                      |
| ---------- | ------------------------------------------------------------- |
|            | Askellia pigmaea Sennikov (syn.A.nana (Richars. )W.A. Webber) |

## Некоторые публикации
- Sennikov A. N. A revision of Cousinia sections Alpinae (syn. Carduncellus), Subappendiculatae and Tianschanicae (Asteraceae) in the Kirghizian Tian-Shan and the neighbouring territories // Phytotaxa. — 2010. — Vol. 5. — P. 1—30.
- Sennikov A. N., Freitag H. The nomenclatural history of Salsola sedoides L. and Salsola sedoides Pall. (Suaedoideae and Camphorosmoideae, Chenopodiaceae/Amaranthaceae) // Taxon. — 2014. — Vol. 63 (1). — P. 151—160.
- Sennikov A. N., Kazakova M. V. Additions and amendments in the genus Hieracium L. (Asteraceae) of the Ryazan and Vladimir Regions of European Russia // Skvortsovia. — 2015. — Vol. 2 (2). — P. 98—111.
- Sennikov A. N., Kurtto A. A phylogenetic checklist of Sorbus s.l. (Rosaceae) in Europe // Memoranda Societatis pro Fauna et Flora Fennica. — 2017. — Vol. 93. — P. 1—78.

## Растения, названные именем А. Н. Сенникова
- Centaurea sennikoviana Nagaresh & Kaya, 2015
- Pyrus sennikoviana M.F.Ray & Christenh., 2018, nom. nov. — Cotoneaster ambiguus Rehder & E.H.Wilson, 1912